# Enrico Plantageneto, III conte di Lancaster
Enrico Plantageneto, terzo conte di Lancaster (1281 circa – Kenilworth, 22 settembre 1345), figlio di Edmondo Plantageneto, I conte di Lancaster, e di Bianca d'Artois era cugino di Edoardo II, di cui fu avversario.

## Biografia
Era il figlio ultimogenito di Edmondo Plantageneto, I conte di Lancaster,, e di sua moglie, Bianca d'Artois, regina vedova di Navarra. I suoi nonni paterni erano Enrico III d'Inghilterra ed Eleonora di Provenza mentre quelli materni erano Roberto I d'Artois e Matilde di Brabante.

## Carriera
Venne eletto nel parlamento inglese nel 1299 con il titolo di Barone Lancaster prendendovi parte attivamente a partire dall'anno seguente. Prese parte all'assedio di Caerlaverock nel luglio 1300.
Fin dalla morte del re Edoardo I egli insieme al fratello Tommaso Plantageneto macchinò contro il cugino Edoardo II spinti anche dall'estrema cupidigia del suo favorito Pietro Gaveston. Insieme al fratello prese parte alla rivolta del 1311 che segnò l'inizio di un turbolento periodo per il paese con il re costretto a scappare per sfuggire ai nobili, periodo che si tacitò definitivamente solo nel 1318.
Quando nel 1322 suo fratello Tommaso si ribellò nuovamente Enrico non lo seguì, limitandosi a chiedere al re che gli concedesse di ereditare le terre e i titoli che erano stati del fratello maggiore, richiesta che venne esaudita così che nel marzo 1324 venne investito del titolo di conte di Lancaster. La sua lealtà dura giusto il tempo di ricevere quest'investitura, nel 1327 egli aderì prontamente al partito di Isabella di Francia e fu lui stesso a catturare il re a custodirlo nel castello di Kenilworth.
Enrico fu nominato capo del consiglio di reggenza per il nuovo re, Edoardo III d'Inghilterra, e fu anche nominato capitano generale di tutte le forze del re nelle Marche scozzesi. Fu nominato Connestabile di Lancaster Castle e High Sheriff of Lancashire nel 1327. Aiutò anche il giovane re a porre fine alla reggenza e alla tirannia di Mortimer, facendolo dichiarare traditore e giustiziato nel 1330.

## Matrimonio
Sposò il 2 marzo 1296/1297 Maud Chaworth, figlia di Sir Patrick Chaworth. Ebbero sette figli:
- Enrico Plantageneto, I duca di Lancaster (1310-1361)[7];
- Bianca di Lancaster (1305-1380) sposò Thomas Wake, II barone di Liddell;
- Matilde di Lancaster (1310-1377) sposò in prime nozze William Donn de Burgh e in seconde nozze Ralph de Ufford;
- Giovanna di Lancaster (1312-1345) sposò John Mowbray, III barone Mowbray;
- Isabella di Lancaster (1312-1347), badessa;
- Eleonora di Lancaster (1318-1372), sposò in prime nozze John Beaumont, II barone Beaumont e in seconde nozze Richard FitzAlan, X conte di Arundel
- Maria di Lancaster (1320-1362), sposò Henry Percy, III barone Percy.

## Morte
Enrico trascorse gli ultimi anni della sua vita Leicester Castle. Lì fondò un ospedale per i poveri. Morì il 22 settembre 1345 e fu sepolto nella cappella dell'ospedale. Il re e la regina parteciparono al suo funerale. Suo figlio Enrico Plantageneto, I duca di Lancaster, fece spostare i resti di suo padre nella collegiata dell'Annunciazione di Nostra Signora di Newarke.

## Ascendenza
|                                             |                       |                                    | Genitori                  |  |  | Nonni |  |  | Bisnonni               |  |  | Trisnonni               |  |
|                                             |                       |                                    |                           |  |  |       |  |  | Giovanni d'Inghilterra |  |  | Enrico II d'Inghilterra |  |
|                                             |                       |                                    |                           |  |  |       |  |  | Giovanni d'Inghilterra |  |  | Enrico II d'Inghilterra |  |
|                                             |                       | Eleonora d'Aquitania               |                           |  |  |       |  |  | Giovanni d'Inghilterra |  |  |                         |  |
| Enrico III d'Inghilterra                    |                       |                                    |                           |  |  |       |  |  | Giovanni d'Inghilterra |  |  |                         |  |
|                                             |                       | Isabella d'Angoulême               | Ademaro III d'Angoulême   |  |  |       |  |  |                        |  |  |                         |  |
|                                             |                       | Isabella d'Angoulême               | Ademaro III d'Angoulême   |  |  |       |  |  |                        |  |  |                         |  |
|                                             |                       | Isabella d'Angoulême               | Alice di Courtenay        |  |  |       |  |  |                        |  |  |                         |  |
| Edmondo Plantageneto, I conte di Lancaster  |                       | Isabella d'Angoulême               |                           |  |  |       |  |  |                        |  |  |                         |  |
|                                             |                       | Raimondo Berengario IV di Provenza | Alfonso II di Provenza    |  |  |       |  |  |                        |  |  |                         |  |
|                                             |                       | Raimondo Berengario IV di Provenza | Alfonso II di Provenza    |  |  |       |  |  |                        |  |  |                         |  |
|                                             |                       | Raimondo Berengario IV di Provenza | Garsenda di Provenza      |  |  |       |  |  |                        |  |  |                         |  |
| Eleonora di Provenza                        |                       | Raimondo Berengario IV di Provenza |                           |  |  |       |  |  |                        |  |  |                         |  |
|                                             |                       | Beatrice di Savoia                 | Tommaso I di Savoia       |  |  |       |  |  |                        |  |  |                         |  |
|                                             |                       | Beatrice di Savoia                 | Tommaso I di Savoia       |  |  |       |  |  |                        |  |  |                         |  |
|                                             |                       | Beatrice di Savoia                 | Margherita di Ginevra     |  |  |       |  |  |                        |  |  |                         |  |
| Enrico Plantageneto, III conte di Lancaster |                       | Beatrice di Savoia                 |                           |  |  |       |  |  |                        |  |  |                         |  |
|                                             | Luigi VIII di Francia | Filippo II di Francia              |                           |  |  |       |  |  |                        |  |  |                         |  |
|                                             | Luigi VIII di Francia | Filippo II di Francia              |                           |  |  |       |  |  |                        |  |  |                         |  |
|                                             | Luigi VIII di Francia | Isabella di Hainaut                |                           |  |  |       |  |  |                        |  |  |                         |  |
| Roberto I d'Artois                          | Luigi VIII di Francia |                                    |                           |  |  |       |  |  |                        |  |  |                         |  |
|                                             |                       | Bianca di Castiglia                | Alfonso VIII di Castiglia |  |  |       |  |  |                        |  |  |                         |  |
|                                             |                       | Bianca di Castiglia                | Alfonso VIII di Castiglia |  |  |       |  |  |                        |  |  |                         |  |
|                                             |                       | Bianca di Castiglia                | Eleonora d'Inghilterra    |  |  |       |  |  |                        |  |  |                         |  |
| Bianca d'Artois                             |                       | Bianca di Castiglia                |                           |  |  |       |  |  |                        |  |  |                         |  |
|                                             |                       | Enrico II di Brabante              | Enrico I di Brabante      |  |  |       |  |  |                        |  |  |                         |  |
|                                             |                       | Enrico II di Brabante              | Enrico I di Brabante      |  |  |       |  |  |                        |  |  |                         |  |
|                                             |                       | Enrico II di Brabante              | Matilde delle Fiandre     |  |  |       |  |  |                        |  |  |                         |  |
| Matilde del Brabante                        |                       | Enrico II di Brabante              |                           |  |  |       |  |  |                        |  |  |                         |  |
|                                             |                       | Maria di Svevia                    | Filippo di Svevia         |  |  |       |  |  |                        |  |  |                         |  |
|                                             |                       | Maria di Svevia                    | Filippo di Svevia         |  |  |       |  |  |                        |  |  |                         |  |
|                                             |                       | Maria di Svevia                    | Irene Angela              |  |  |       |  |  |                        |  |  |                         |  |
|                                             |                       | Maria di Svevia                    |                           |  |  |       |  |  |                        |  |  |                         |  |